# النفح الشذي في شرح جامع الترمذي
النفح الشذي في شرح جامع الترمذي: هو أحد أهم كتب الحديث التي كُتبت في شرح جامع الترمذي. ألفه محمد بن محمد بن أحمد بن عبد العزيز بن سيد الناس. ويُذكر أن تلميذ ابن سيد الناس صلاح الدين الصفدي هو من أشار إلى ابن سيد الناس بهذا الاسم، فبعد أن كان يريد تسمية كتابه: «العرف الشذي في شرح الترمذي» اقترح عليه تلميذه بتسميته: «النفح الشذي في شرح جامع الترمذي» لتوافق كلمة «نفح» مع كلمة «شرح» في السجع.
إلا أنَّ ابن سيد الناس لم يتم كتابه، وقد قال في ذلك الحافظ ابن حجر العسقلاني عن الكمال الإدفوني: (إنَّ ابن سيد الناس شرع لشرح الترمذي، ولو اقتصر فيه على فن الحديث من الكلام على الأسانيد لكمل، لكنه قصد أن يتبع شيخه ابن دقيق العيد فوقف دون ما يريد). إلا أنَّ ذلك لم يكنْ معيباً فيه، فقد وصفه محمد الشوكاني بأنَّه ممتع في جميع ما تكلم عليه من فن الحديث وغيره. كما أن تلميذ ابن سيد الناس الصلاح الصفدي وصفه بأنه: (جمع فأوعى).
وقد شرع زين الدين العراقي بكتابة تكملة لهذا الشرع، إلا أنَّه لم يتح له إكمال التكملة إلى نهاية جامع الترمذي. وذكر ابن حجر في تكملة العراقي: (وبيض من تكملة شرح الترمذي كثيرًا، وكان قد أكمله في المسودة أو كاد، كتبت منه عنه قدر مجلد، وقرأت أكثره عليه).

## اسم المؤلف
هو محمد بن محمد بن أحمد بن عبد الله بن محمد بن يحيى بن محمد بن أبي القاسم بن محمد بن عبد الله بن عبد العزيز بن سيد الناس.
يقال له الربعي (نسبةً إلى ربيعة بن نزار) ويقال له اليعمري (نسبة إلى أصله يعمر، وهو بطن من كنانة).
ويقال له الأندلسي، لأن أصله من الأندلس، ويقال له الإشبيلي، لأنه من إشبيلية في الأندلس، ويقال له المصري وكذلك القاهري، لأن أسرته انتقلت إلى القاهرة من الأندلس.
ويُلقب بفتح الدين.
ويُكنى بأبي الفتح. وكذلك بـ ابن سيد الناس. لكن الأخيرة تُنسب أيضًا لغيره من عائلته.

## مكانة الكتاب وأهميته
يعد هذا الكتاب أولَ شرحٍ وافٍ لسنن الترمذي.
قام قبل ابن سيد الناس الحسين بن مسعود البغوي (المتوفى سنة 516 هـ) ببدأ شرح لجامع الترمذي. لكنَّ ذلك الشرح غير معروفٍ، كما قال السيوطي: إنَّه لا يعلم أحدًا شرح جامع الترمذي كاملًا إلا القاضي أبي بكر بن العربي، وهو كان بعد البغوي. وكان اسم كتاب ابن العربي «عارضة الأحوذي». وقال زين الدين العراقي بعدم كفاية شرح ابن العربي. وقال فيه العراقي: (وليس المنهوم بتلك العارضة يغتذي).
وبعد شرح ابن سيد الناس تتابعت الشروحات لسنن الترمذي. منها:
- شرح جامع الترمذي لأبي الفرج عبد الرحمن بن أحمد.[15]
- العرف الشذي على جامع الترمذي لسراج الدين عمر بن رسلان بن نصير، المعروف بالبلقيني.[16]
- شرح الترمذي لابن حجر العسقلاني، وقد نوه إليه في كتابه فتح الباري.[17]
- قوت المغتذي، لجلال الدين السيوطي.[18]
- شرح أبي الطيب السندي.
- تحفة الأحوذي شرح جامع الترمذي، لأبي العلاء محمد بعد الرحمن بن عبد الرحيم المعروف بالمباركفوري.[19]

من بعد ابن سيد الناس استفاد كثيرًا مما خطه في شرحهم لسنن الترمذي.

## منهج ابن سيد الناس في شرح الترمذي
1- بدأ فيه بأهمية السنة في الدين الإسلامي، ثم انتقل إلى سبب تأليفه هذا الشرح، ألا وهو حفظ العلوم التي لديه (مما اقتبسه من علماء، أو مما خطر له فيه) المتعلقة بهذا الشرح، لأن الكتابة هي قيد العلم.
2- ثم كتب بعد ذلك مقدمتان لكتابه:
- الأولى: التعريف بالإمام الترمذي، اسمه ونسبه وطلبه للحديث وما إلى ذلك، وبرجال إسناد المؤلف.
- الثانية: التعريف بجامع الترمذي. ببيانة الاهتمام في تأليفه وإقرار الشيوخ للترمذي عليه.
ثم عرف الحديث الحسن والغريب، والمراد عند الترمذي بهما واستفاض في هذا.
3- ثم قام ابن سيد الناس بشرح أبواب جامع الترمذي، فشرح كتاب الطهارة ثم كتاب الصلاة الذ لم يكمله. وكان شرحه كالتالي:
- ذكر نص الباب كما هي في جامع الترمذي.
- ثم يضع عنوانًا لشرح الباب، فيضع العنوان التالي أحيانًا (الكلام عليه)، كما في باب النهي عن استقبال القبلة بغائط أو بول.[23] وأحيانًا يعنونه بـ (الكلام عليه من وجوه) كما في باب ما يقول عند افتتاح الصلاة.[24] وفي بعض الأحيان لا يضع عنوانًا لشرحه. والمقصد من قوله: (الكلام عليه من وجوه)، فعند التفصيل يضع عناوين فرعية، مثل «من حيث الإسناد» ويتحدث بعده عن الإسناد في هذا الباب. ثم ينتقل لوجهٍ آخر، كالمفردات والغريب وما إلى ذلك.
- ثم يقوم بتخريج الأحاديث: ولها ثلاثة أحوال في شرحه، وهي:

- تخريج الأحاديث التي قال فيه الترمذي: وفي الباب عن فلانٍ وفلانٍ: ومن الأمثلة على ذلك قول الترمذي (وف يالباب عن أبي قتادة وعن عائشة وعمار) ثم ذكر الترمذي رواية أبي قتادة، فقام ابن سيد الناس بتخريج حديث عائشة.
- بيان من أخرج الحديث غير الترمذي، بغض النظر إن كان أخرجه بنفس طريق الترمذي أو بطريقٍ آخر. ومن ذلك حديث مغفرة الذنوب بالوضوء، فعنون بعدها (الكلام عليه) وذكر أنَّ الحديث أخرجه مسلم، وأتى بسنده فيه النفح الشذي، 16 أ.
- تخريج أحاديث كان يرى ابن سيد الناس أنها ذات علاقة بالباب الذي يشرحه، وكان الترمذي لم يخرجها فيه. فيكتب (وفي الباب مما لم يذكره..). في بعض الأحيان يأتي بالحديث بلفظه، وفي أحيان أخرى يكتفي بتوجيه القارئ لمصدر الحديث.
- بيان درجة الحديث: وذلك بأن يقول صراحةً بأن الحديث صحيح أو ضعيف، أو يتحدث عن الراوي هل هو ثقةً أم لا، أو عن السند هل متصل أم منقطع أو غير ذلك.
- دراسة الأسانيد.
- شرح الألفاظ، وإعرابها وضبطها.
- إدراج بعض الأحكام المستفادة من الحديث، والحكمة المرافقة لتشريع هذه الأحكام.
- ذكر المباحث في أصول الفقه وأصول الدين المتعلقة بالحديث المذكور.
- كان ابن سيد الدنيا يضيف ما يراه مناسبًا من علمه في شرحه، فلا يكتفي بالنقل من مصادره المتعددة: ومن ذلك أنه ذكر أربعة أقوال في تعليل العلماء من قبله للاستغفار بعد الخلاء، ثم أضاف من عنده تعليلًا خامسًا.

## مميزات النفح الشذي
ذكر الدكتور أحمد معيد عبد الكريم ميزات النفح الشذي عن باقي شروحات الترمذي بعد دراسته، فرتبها كالتالي:
1- الاستفاضة في الشرح أكثر مما فعل ابن العربي.
2- الاهتمام بتخريج الأحاديث وتوضيح درجاتها. بغض النظر إن كانت مما نقله من الترمذي، أو مما أدرجه.
3- حفظه لآراء المؤلف، وإضافاته العلمية.